# Chiaravalle Centrale

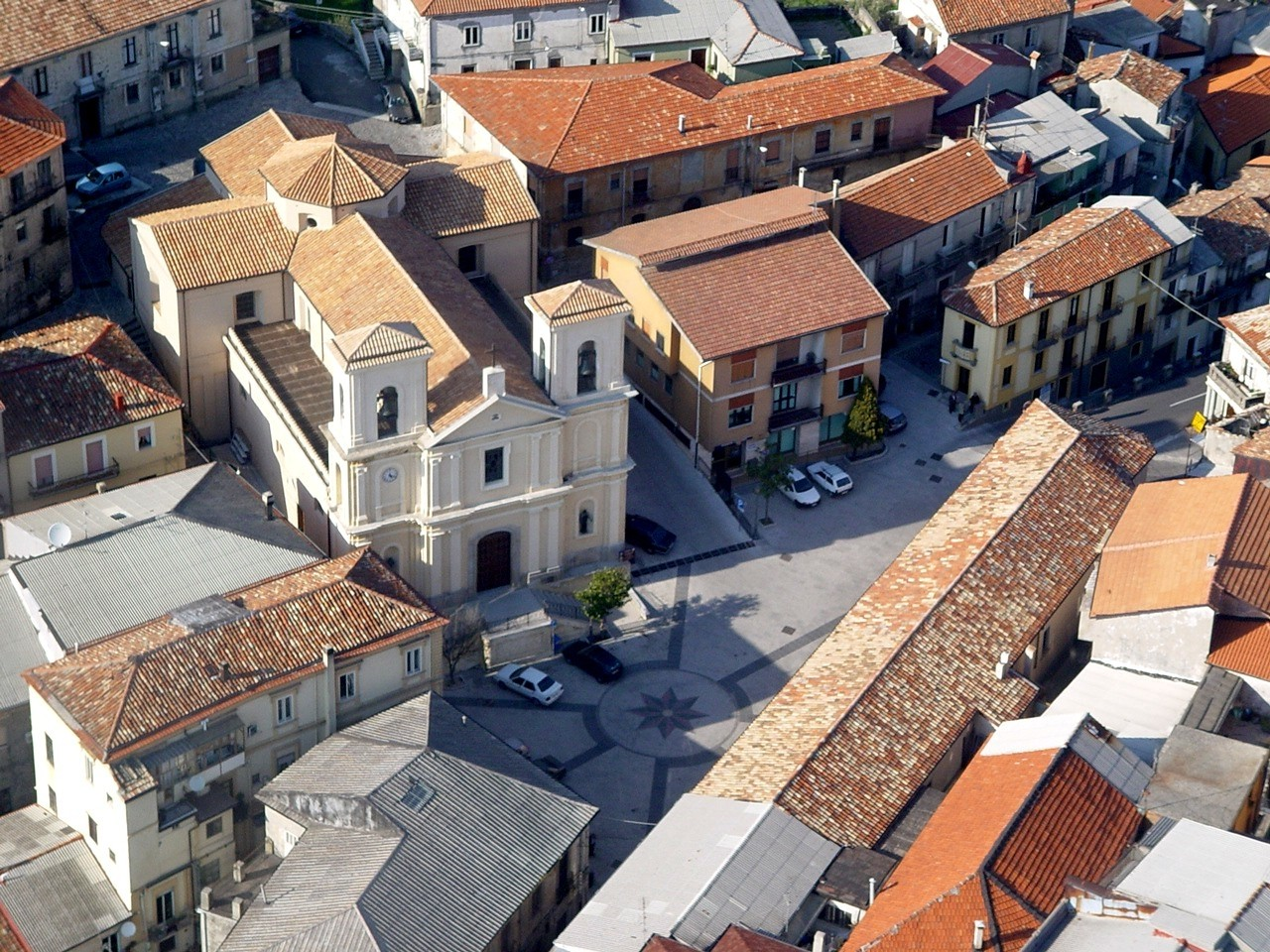
Chiaravalle Centrale (2015)

Chiaravalle Centrale ist eine italienische Gemeinde mit 5105 Einwohnern (Stand 31. Dezember 2023) in der Provinz Catanzaro, Region Kalabrien.
Das Gebiet der Gemeinde liegt auf einer Höhe von 545 Metern über dem Meeresspiegel und umfasst eine Fläche von 23,3 Quadratkilometern. Die Nachbargemeinden sind Argusto, Cardinale, San Vito sullo Ionio und Torre di Ruggiero. Chiaravalle Centrale liegt 47 Kilometer südwestlich von Catanzaro.
Der Bahnhof Chiaravalle Centrale war der Endbahnhof der Schmalspurbahn Soverato–Chiaravalle Centrale.

## Persönlichkeiten
- Antonio Staglianò (* 1959), ehemaliger Bischof von Noto und Präsident der Päpstlichen Akademie für Theologie, Ehrenbürger seit 2010